# Breutelia substricta
Breutelia substricta là một loài rêu trong họ Bartramiaceae. Loài này được Schimp. Magill mô tả khoa học đầu tiên năm 1987.